# Météorite HED
Pour les articles homonymes, voir HED.
Les météorites HED (pour Howardites-Eucrites-Diogénites) forment un sous-groupe des achondrites. Ce sont des roches magmatiques, qui ressemblent beaucoup à leurs équivalents terrestres.

## Classification
- Les eucrites sont des roches volcaniques ou hypovolcaniques, de composition basaltique. Elles sont essentiellement constituées de petits cristaux de pyroxène et de plagioclase.
- Les diogénites sont également constituées de pyroxène et de plagioclase, avec un peu d'olivine. La taille de ces cristaux est nettement supérieure à celle des cristaux des eucrites.
- Les howardites sont des brèches composées de fragments identiques à des fragments d'eucrites et de diogénites, avec parfois quelques chondres carbonés.

## Origine
On pense que les météorites HED ont pour origine l'astéroïde (4) Vesta, pour deux raisons :
- le spectre de réflexion de ces météorites est très voisin de celui de Vesta ;
- Vesta a subi un impact violent qui a créé l'énorme cratère Rheasilvia et probablement éjecté les vestoïdes, de petits astéroïdes ayant eux aussi un spectre de réflexion très semblable, et dynamiquement liés à Vesta. La probabilité pour que des fragments extraits des vestoïdes (par d'autres impacts) arrivent sur Terre est relativement élevée.

Dans ce cadre les eucrites auraient pour origine la croûte supérieure de Vesta (où elles se seraient solidifiées rapidement), les diogénites proviendraient de zones plus profondes (où elles se seraient solidifiées plus lentement, d'où des cristaux plus gros), et les howardites résulteraient d'impacts ayant extrait et compacté des fragments originaires de différentes profondeurs.